# Emma Thynn
Emma Thynn, marquesa de Bath (Londres, 19 de marzo de 1986), comúnmente conocida como Emma Weymouth, es una modelo, chef, socialité y filántropa británica y heredera multimillonaria. Cuando su esposo, Ceawlin Thynn, vizconde Weymouth, sucedió a su padre como el octavo marqués de Bath, se convirtió en la primera marquesa negra en la historia británica.

## Primeros años
Emma McQuiston nació el 19 de marzo de 1986 en Londres, hija de Suzanna McQuiston, una socialité inglesa, y Oladipo Jadesimi, un magnate petrolero nigeriano que es el presidente ejecutivo y fundador de la empresa Lagos Deep Offshore Logistics. Fue criada en South Kensington. Fue directora de la escuela Queen's Gate y luego asistió al University College de Londres para estudiar historia del arte. Después de la universidad, estudió actuación clásica en la London Academy of Music and Dramatic Art.
Por parte de padre, es media hermana de Amy Jadesimi. Por parte de madre, tiene una media hermana, Samantha McQuiston, y un medio hermano mayor, Iain McQuiston (quien es el esposo de la tía del vizconde Weymouth, Lady Silvy Xerne Thynne y un yerno del sexto marqués de Bath). McQuinston fue dama de honor en la boda de su medio hermano y Lady Silvy y conoce a su esposo desde que tenía cuatro años.

## Matrimonio e hijos
McQuiston y el vizconde Weymouth anunciaron su compromiso en noviembre de 2012. Se casaron en Longleat House, la finca familiar en Wiltshire, el 8 de junio de 2013. Tras su matrimonio, McQuiston se convirtió en la vizcondesa Weymouth. A la ceremonia de la boda no asistieron los padres del novio, Alexander Thynn, el séptimo marqués de Bath y Anna Gyarmathy. El padre de Weymouth boicoteó la ceremonia después de una disputa con el vizconde sobre los cambios realizados en Longleat. El vizconde prohibió a su madre participar en la ceremonia después de hacer reiterados comentarios racistas con respecto a McQuiston.
Ella es la primera vizcondesa negra en el Reino Unido. Cuando su esposo suceda a su padre como Marqués de Bath, la vizcondesa Weymouth se convertirá en la primera marquesa negra en la historia británica. Ella declaró que ha experimentado racismo y prejuicio de otros miembros de la nobleza británica.
La vizcondesa Weymouth dio a luz a su primer hijo, el Honorable John Alexander Ladi Thynn, el 26 de octubre de 2014. Por subrogación en una clínica privada en West Hollywood, la pareja tuvo otro hijo, el Honorable Henry Richard Isaac Thynn, el 30 de diciembre de 2016. El uso de la subrogación se debió a problemas de salud que sufría la vizcondesa. La abuela paterna de los niños, la marquesa de Bath, tiene prohibido visitar a los niños debido a sus comentarios racistas.

## Carrera
La vizcondesa trabaja como embajadora de la marca Fiorucci. Ha modelado para Dolce & Gabbana, caminando en desfiles en Harrods. Ella es una partidaria financiera del Women's Institute. Ella tiene un sitio web de estilo de vida, aunque las actualizaciones cesaron después de febrero de 2018. En junio de 2017 fue anfitriona del primer Festival anual de comida y bebida Longleat. Es editora colaboradora de Huffington Post.
En febrero de 2018, la vizcondesa Weymouth entró en el desfile de moda Secrets & Diamonds de Dolce & Gabbana en Milán.

## Televisión
La vizcondesa Weymouth apareció junto a su esposo en All Change at Longleat, un documental de tres partes filmado en 2014 y transmitido por BBC One en septiembre de 2015.
Desde septiembre de 2019 fue concursante en la serie 17 de Strictly Come Dancing, teniendo como pareja al bailarín esloveno Aljaž Skorjanec. Fueron eliminados en la séptima semana.

## Títulos y estilos
- 19 de marzo de 1986 – 8 de junio de 2013: Miss Emma McQuiston
- 8 de junio de 2013 – presente: Vizcondesa Weymouth